# Kloto

Präfekturen Togos (2020)

Kloto (früher auch Klouto) ist eine Präfektur im Südwesten der togolesischen Region Plateaux. Ihr Hauptort (chef-lieu) ist Kpalimé.
Der Name der Präfektur ist vom Mont Kloto im Togogebirge bei Kpalimé abgeleitet. Die Präfektur geht aus einem der ursprünglichen 17 Kreise (circonscriptions) Togos hervor, der als „Bezirk Misahöhe“ schon zur Zeit Deutsch-Togos bestand. Aus ihm wurden später die heutigen Präfekturen Danyi, Kpele und Agou herausgelöst, die Kloto heute umgeben. Im Westen grenzt die Präfektur an die ghanaische Volta Region.
Die Präfektur gliedert sich in die drei Kommunen Kloto 1, Kloto 2 und Kloto 3. Auf der darunterliegenden Ebene gibt es 14 Kantone:
- Agomé-Tomégbé
- Agomé-Yoh
- Gbalavé
- Hanyigba
- Kpadapé
- Kpalimé
- Kpimé
- Kuma
- Lanvié
- Lavié-Apédomé
- Tomé
- Tové
- Woamé
- Yokélé.